# فرشته‌ماهی آبی مخملی
فرشته‌ماهی آبی مخملی (نام علمی: Centropyge deborae) نام یک گونه از تیره فرشته‌ماهیان است.